# رفادة (ورقة)
الرفادة هي الورقة التي تغظي آلة الطباعة ذات الكابسة المسطحة التي تعمل عمل وسادة خلف الورق الذي يكبس على الحروف الطباعية وذلك لضبط ضغط الورق على الحروف.